# Коханець леді Чаттерлей
«Коханець леді Чаттерлей» (англ. Lady Chatterley's Lover) — найвідоміший роман англійського письменника Девіда Лоуренса, вперше опублікований 1928 року в Італії та 1929 — у Франції та Австралії. 

## Історія
Твір містить чимало сцен сексуального характеру і був звинувачений в тому, що зображає «непристойні дії у непристойних деталях і описує їх непристойною мовою». Видання одразу ж заборонили у багатьох країнах. У Великій Британії офіційно його було видано лише 1960 року, коли видавництво Penguin виграло судовий позов. Протягом трьох місяців видавництво продало 3 млн примірників. Витримав чимало перевидань та був неодноразово екранізований.
Роман зачіпає важливі теми, серед яких фізичні й психологічні стосунки між жінкою і чоловіком, жіноча чуттєвість, соціальна нерівність (робітничий і «вищий» клас), конфлікт між життєвою силою природи і механізованою потужністю індустріалізму.

## Екранізації
- 1955 — «Коханець леді Чаттерлей» (L'Amant de lady Chatterley). Французький фільм режисера Марка Аллегре; був заборонений У США, на екрани вийшов лише 1959 року після того, як Верховний суд скасував це рішення;
- 1981 — «Коханець леді Чаттерлей» (Lady Chatterley's Lover) із Сильвією Крістел та Ніколосам Клеєм у головних ролях;
- 1993  — «Леді Чаттерлей» (Lady Chatterley), телесеріал BBC з Джоелі Річардсон та Шоном Біном у головних ролях;
- 1995 — «Дочка леді Чаттерлей» (The Daughter of Lady Chatterley), італійська адаптація;
- 1998 — «Коханець леді Чаттерлей» (Milenec lady Chatterleyové), чеська телевізійна версія;
- 2006 — «Леді Чаттерлей» (Lady Chatterley), французький кінофільм режисера Паскаля Феррана.
- 2015 — «Коханець леді Чаттерлей» (Lady Chatterley's Lover), телефільм BBC з Голлідей Грейнджер, Річардом Медденом і Джеймсом Нортоном у головних ролях.
- 2022 — «Коханець леді Чаттерлей» (Lady Chatterley's Lover), художній фільм Лор де Клермон-Тоннер. Джек О’Коннелл та Емма Коррін у головних ролях.

## Український переклад
Українською мовою роман перекладено Соломією Павличко, перша публікація — в журналі «Всесвіт».
- Коханець леді Чаттерлей / пер. з англ. Соломії Павличко. // Всесвіт. — 1989. — № 12. — С. 2–46 ; 1990. — № 1. — С. 56–129, № 2. — С. 72–121.
- Коханець леді Чатерлей / пер. з англ. Соломії Павличко. — Київ : Основи, 1999. — ISBN 966-500-141-8.
- Коханець Леді Чаттерлей / Девід Герберт Лоуренс ; пер. з англ. Соломії Павличко ; графічне опрацювання : Р. Романишин та А. Лесів. — Львів : Видавництво Старого Лева, 2017. — 432 c. : кол. іл. — ISBN 978-617-679-359-5[1].